# Mark Foy's
Mark Foy's Limited of Mark Foy's was een warenhuis in Sydney, New South Wales, Australië, opgericht door Francis Foy en zijn broer Mark Foy. Het warenhuis is vernoemd naar hun vader, Mark Foy (senior), en was actief van 1885 tot 1980.

## Geschiedenis
Nadat de opening van de eerste winkel in 1885 aan Oxford Street in Sydney openden de gebroeders Foy in 1909 Mark Foy's Piazza Store aan Liverpool Street. Dit was een winkel van drie verdiepingen, inclusief de kelder. Het pand was  ontworpen door de architecten Arthur McCredie en Arthur Anderson en had een mansardedak met torentjes. Het gebouw is deels gebaseerd op het Parijse warenhuis Le Bon Marche. De centrale hal, de kroonluchters, het marmer en de weelderige balzaal maakten het tot een instituut in Sydney en een van de belangrijkste modewinkels van Australië. De winkel had de eerste roltrap van Australië. De winkel besloeg een heel stadsblok en gaf aanleiding tot het spreekwoordelijke gezegde, wanneer het over een persoon met een overmoedig zelfvertrouwen ging: "You've got more front than Mark Foy's."  In 1927 werd de winkel verbouwd.  Een jaar eerder, in 1926, kreeg de winkel een directe verbinding met de het nieuw geopende metrostation Museum Railway Station.
Het bedrijf had het meest winstgevende jaar in 1954/1955. Met de teloorgang van het Liverpool Street-gebied in de jaren 1950 en 1960 ging de winstgevendheid van Mark Foys achteruit en leed in 1966/1967 voor het eerst verlies.
In 1963 werd er een winkel geopend in Rockdale, in het Southside Plaza (tegenwoordig het Rockdale Plaza). De winkel in Rockdale werd in 1967 zwaar beschadigd bij een brand. Na de herbouw werd het een McDowells-winkel en in 1972 werd de naam gewijzigd in Waltons. 
In 1964 opende Mark Foy een winkel in de buitenwijk Eastwood van Sydney en in 1966 in Burwood in de Burwood Westfield Shopping Town. De Eastwood-winkel werd een McDowells-winkel en daarna een Waltons.  Andere winkels werden geopend in de buitenwijken van Sydney, in Chatswood,  Northbridge, Double Bay, Bankstown, Bondi Junction Plaza, Pymble, Spit Junction, Roselands Shopping Centre en Canberra. Daarnast werden filialen geopend in het Centrepoint-winkelcentrum, op 252 George Street en in het centrum van de stad, op King Street.
In 1968 werd Mark Foy overgenomen door McDowells Holding Ltd. In 1972 werd McDowells op zijn beurt overgenomen door Waltons. Nadat Waltons in 1987 werd opgesplitst, werden zes winkels verkocht aan George Bloomfield van de Australische kledingfabrikant Wraggs. De winkels die nog steeds onder de naam Mark Foys handelden, werden in november 1986 verkocht aan kledingketen Richards. 
In 1980, toen de onderneming haar activiteiten staakte nadat zij onder curatele was gesteld, werd het City Piazza-gebouw kortstondig omgedoopt tot "Grace Bros Piazza" tot 1982. De verschuiving van het winkelgebied naar het gebied rond Pitt Street Mall, noordelijker van het Central Business Dictrict, leidde tot de sluiting ervan.
Het City Piazza-gebouw wordt nu gebruikt door de staatsrechtbank en staat bekend als het Downing Centre. De vroegere functie is echter nog steeds zichtbaar in het sierlijke tegelwerk op onder meer de voorgevel. Het pakhuis van Mark Foy is een monumentaal zandstenen gebouw aan de nabijgelegen Goulburn Street, dat is omgebouwd tot woonappartementen, bekend als Sydney Mansions.

## IJsbaan
Op de vijfde verdieping van de winkel werd een ijsbaan geïnstalleerd als onderdeel van een Zwitserse alpenomgeving voor de presentatie van schaatskostuums en avondjurken. De mini-ijsbaan werd op 11 april 1950 rond lunchtijd geopend voor de modeparade met de titel "Fashion Fantasy On Ice", die tien dagen zou duren. De mini-ijsbaan zou door klanten gebruikt kunnen worden. 

## Mark Foys en sektarisme
Er wordt beweerd dat de familie Foy, een in Ierland geboren rooms-katholiek, alleen katholieken in dienst nam en de uniformen van de grote katholieke scholen verzorgde, in een omgeving waarin overheidsorganisaties een beleid hadden om geen katholieken in dienst te nemen. Concurrent David Jones was gespecialiseerd in anglicaanse schooluniformen. 

## Andere zakelijke belangen
Mark Foy richtte ook het Hydro Majestic Hotel op in Medlow Bath, nabij Katoomba,  en de oudste open-boot-zeilclub van Australië, het Sydney Flying Squadron, opgericht in 1891.

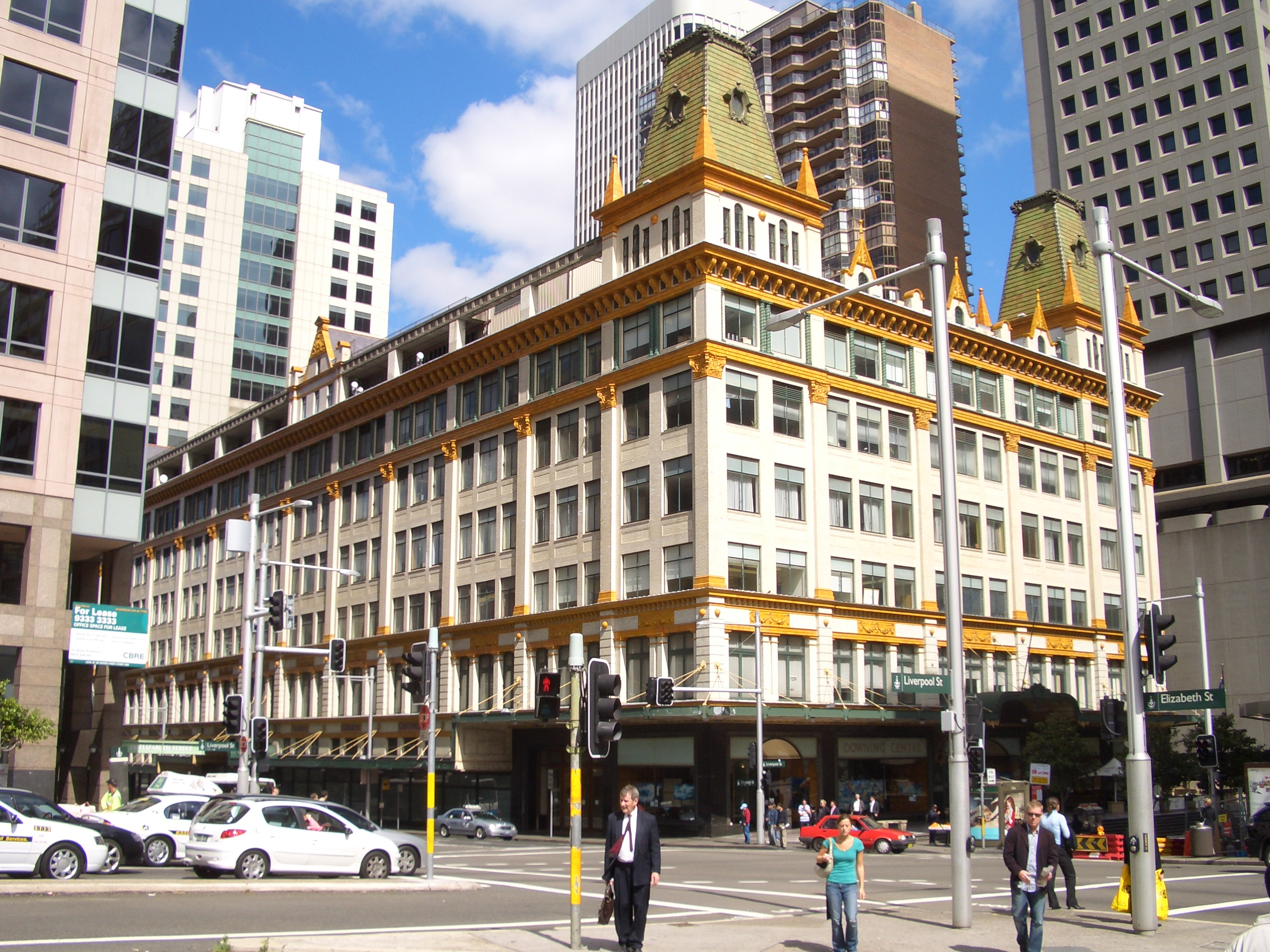
Downing Centre, voormalig warenhuis van Mark Foy in het Syney Central Business District
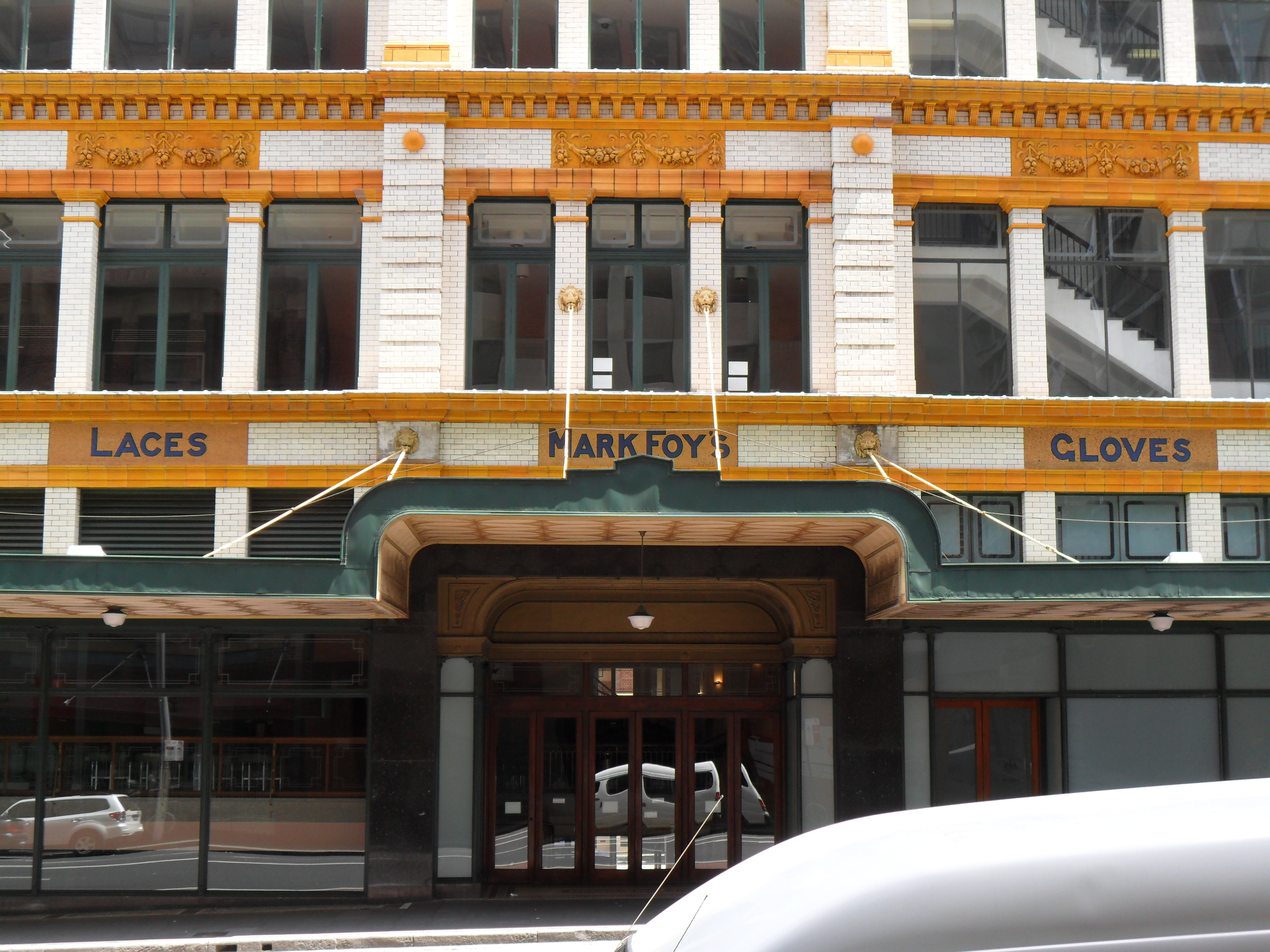
Ingangsbord op het gebouw dat nu bekend staat als hetDowning Centre
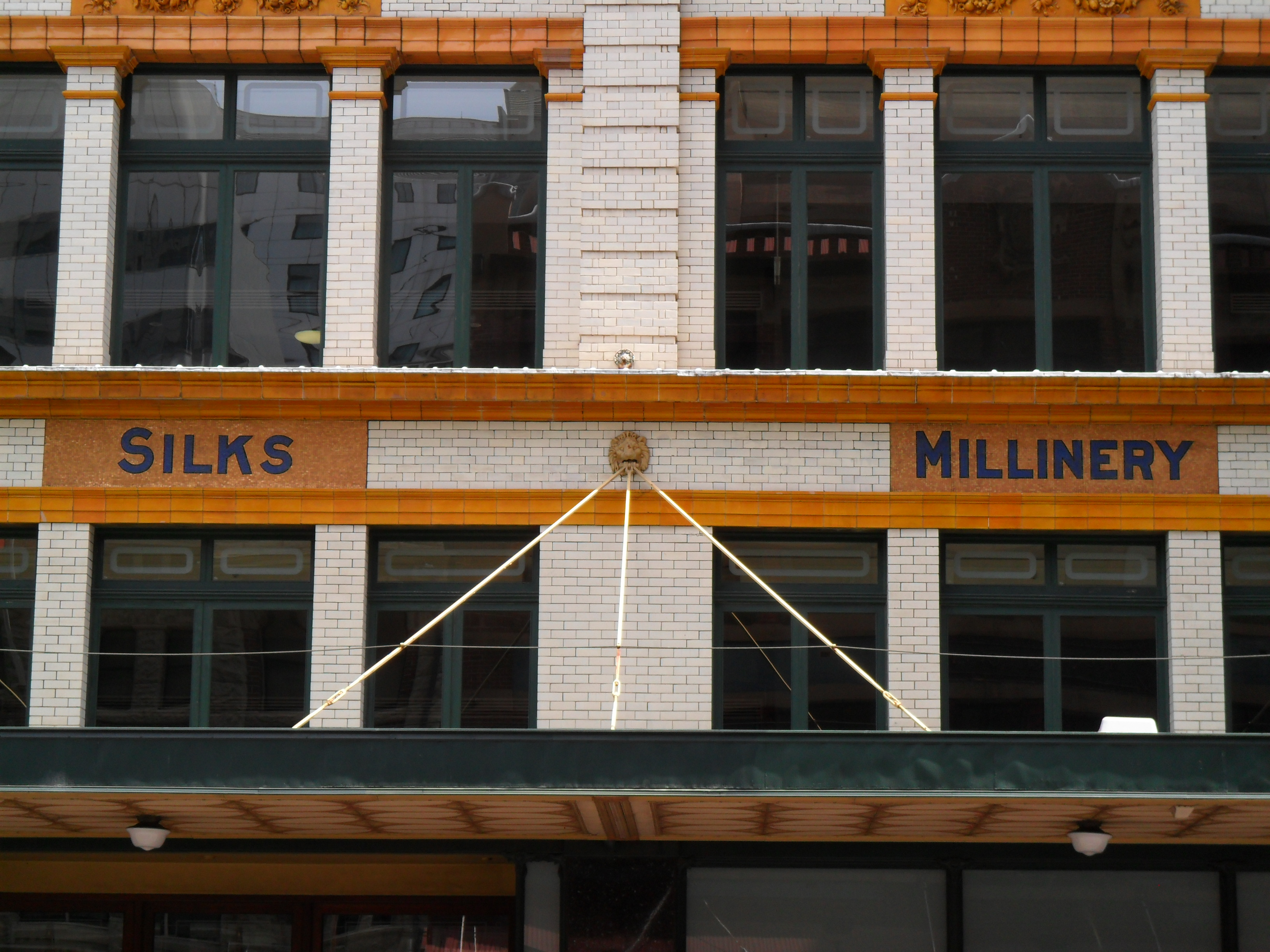
Borden aan de zijkant van het gebouw dat nu bekend staat als het Downing Centre
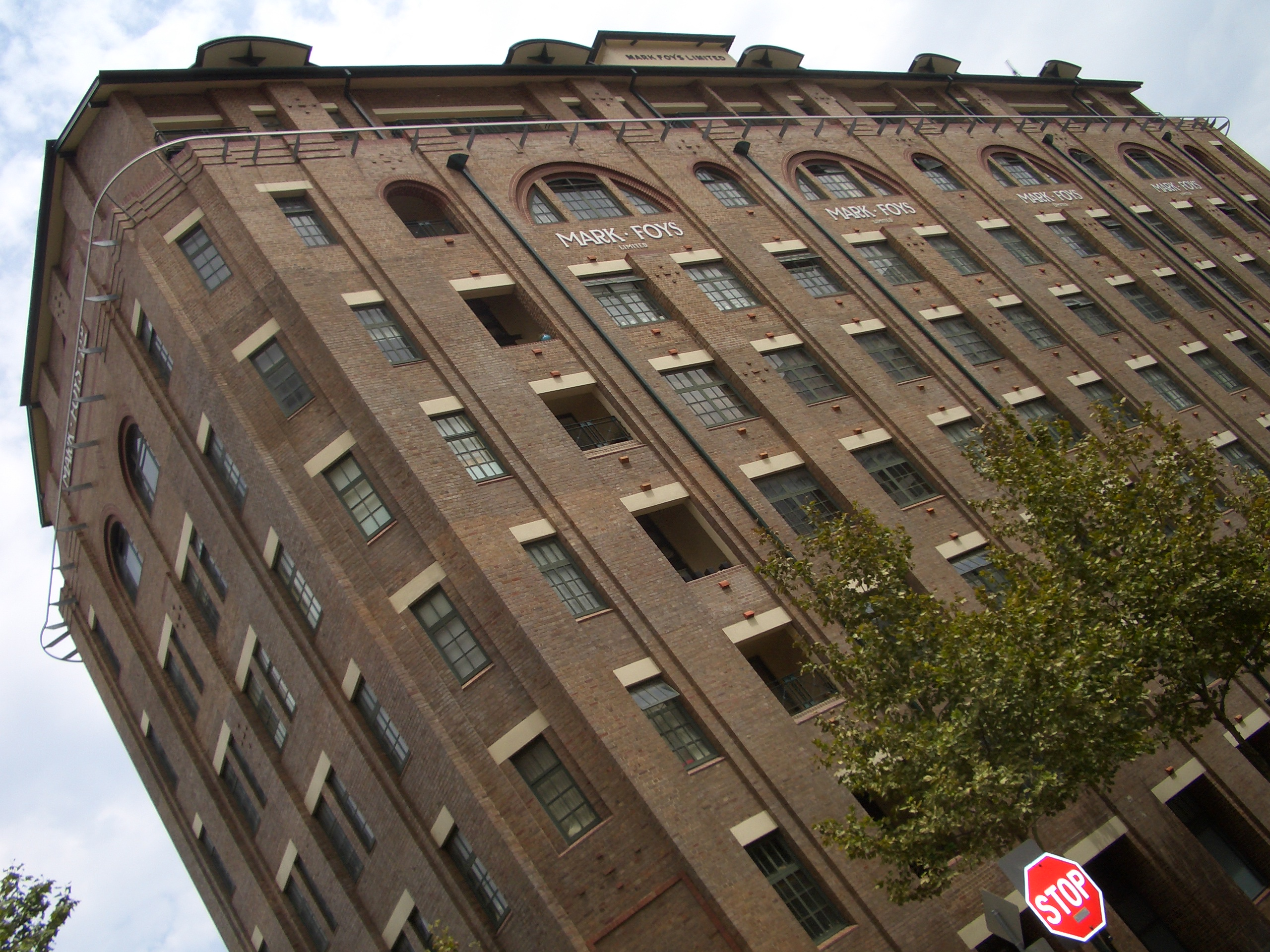
Sydney Mansion's, voormalig pakhuis van Mark Foy, in Surry Hills
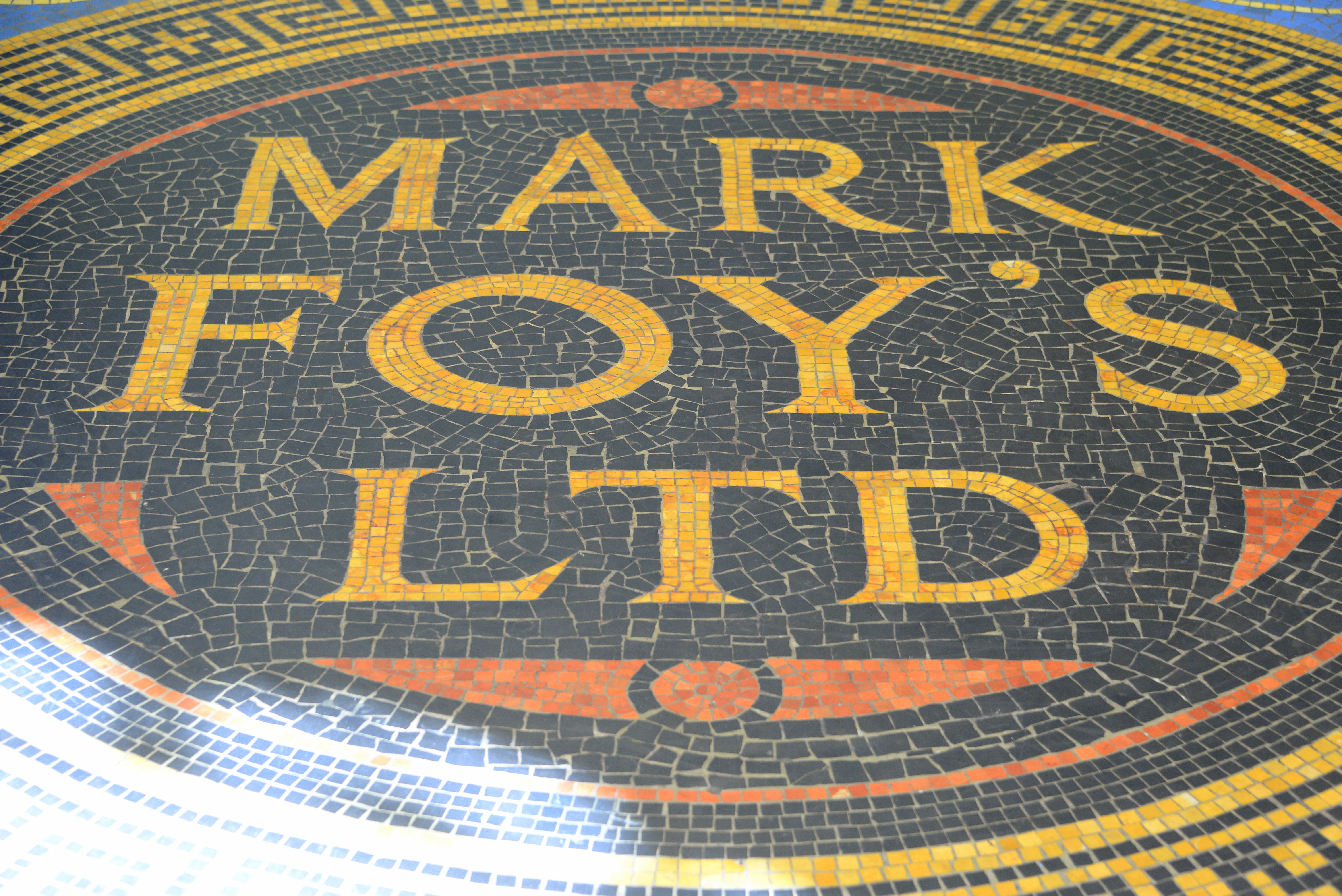
Rijkversierde versiering op de grond bij de ingang aanLiverpool Street van het voormalige Mark Foy's Emporium, nu he tDowning Centre.